# Amulet de Lindholm

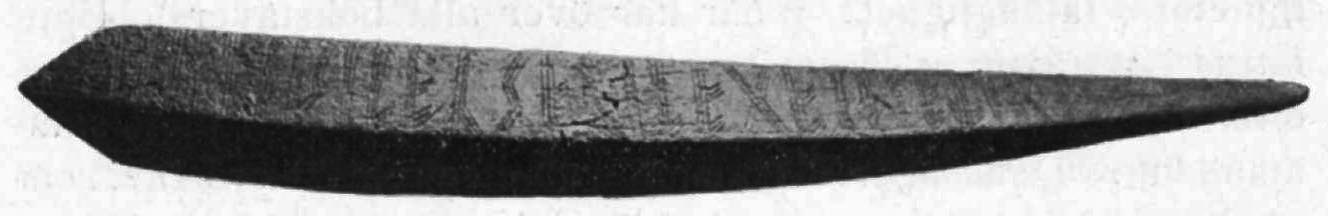
Amulet de Lindholm

L'Amulet de Lindholm és una peça d'os tallat trobada a Escània, Suècia, datada d'entre el segle II i IV, que té una inscripció rúnica catalogada amb el codi DR 261 de la base de dades Rundata. L'amulet es conserva actualment al Museu Històric de la Universitat de Lund.

## Descripció

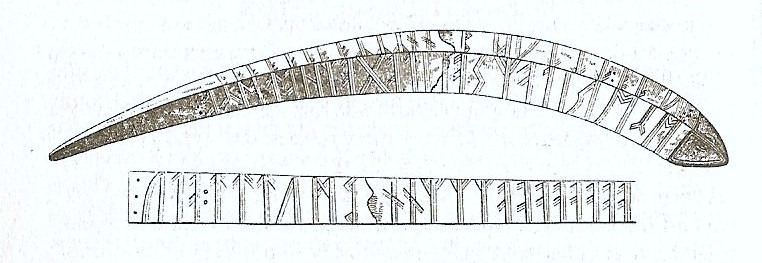
Dibuix de l'Amulet de Lindholm i la seua inscripció realitzat al 1884

L'Amulet de Lindholm és un os tallat en forma de costella amb una inscripció rúnica, que es va trobar al 1840 en una torbera. En tallar la torba es va partir en dos, i per això es va fer malbé una runa de la segona línia del text.
L'amulet està gravat en dues cares amb runes en futhark antic. D'una banda, mostra el nom de l'escultor, i l'altra encara no s'ha interpretat satisfactòriament, potser perquè la inscripció té un significat màgic. Conté el polèmic terme erilaz (bruixot o mestre rúnic). La seqüència de la segona línia s'interpreta com una fórmula màgica o un ritual: tres runes tiwaz consecutives com a invocació a Tir, i vuit runes ansuz com a invocació o llista simbòlica dels vuit Ænsos.
Si el mot que apareix en la primera línia es tradueix com un nom, Sawilagaz, significaria 'el del sol (Sowilo)'; i si es tradueix com 'l'astut' o 'l'enganyós', llavors podria referir-se a un sobrenom d'Odin o algun altre déu.

## Inscripció

### Transliteració de les runes a lletres llatines
La primera línia es pot llegir com:
ek erilaz sa wilagaz hateka:
o bé:
ek erilaz sa(=i)wilagaz hateka:
La segona línia és:
aaaaaaaazzznnn-b- muttt: alu:

### Transcripció al protonòrdic
La primera línia pot transcriure's com:
Ek erilaz sa Wilagaz haite'ca.
O bé:
Ek erilaz Sawilagaz haite'ca.
En la segona línia sols es transcriu el mot alu segons Rundata:
... ... alu

### Traducció
La primera línia es tradueix com:
Jo l'embruixador soc anomenat l'astut.
O bé:
Jo, l'embruixador, em dic Sawilagaz.
Mentre que en la segona línia l'única paraula traduïble es pot referir a la cervesa o a alguna mena d'invocació:
... ... 'alu' (cervesa?)(3)